# 王誼 (郢国公)
王誼（540年—585年），字宜君，河南洛陽人。

## 生平
王誼少時慷慨，有大志，能騎馬彎弓，博覽群書。周閔帝時，為左中侍上士。周武帝即位時封楊國公，遷內史大夫。後從周武帝伐北齊，在并州（今山西太原）遇險，王誼奮勇護駕，救出武帝。宣帝即位後，擔心王誼過於剛直，出為襄州（今湖北襄樊）總管。楊堅為丞相後，以王誼為行軍元帥討擊司馬消難，並擊破巴蠻蘭雒州，以功拜大司徒。後又奉使突厥，歸而封郢國公。參修《開皇律》。當時上柱國元諧頗不得意，與王誼有往來，言辭激烈，有胡僧告發王誼自稱名應圖讖當為王，公卿奏王誼大逆不道。文帝說：“朕与公旧为同学，甚相怜愍，将奈国法何？”開皇五年（585年）四月十六日，賜死於家，享年四十六。

## 家族
父親王顯，曾任北周鳳州（治今陝西鳳縣東北）刺史。

## 延伸阅读
[在维基数据编辑]
 《隋書·卷40》，出自魏徵《隋书》